# Vlad Hagiu
Vlad Hagiu (né le 29 mars 1963 à Bucarest) est un poloïste international roumain devenu entraîneur.

## Carrière

### Joueur
- 1979–90 :  Dinamo Bucarest
- 1990–96 :  Ortigia Syracuse
- 1996–97 :  Dinamo Bucarest
- 1997–98 :  Rari Nantes Cagliari
- 1998–01 :  Sportiva Nervi
- 2001–04 :  Sporting Quinto

### Entraîneur
- 2004–08 :  Roumanie
- 2008–09 :  Steaua Bucarest
- 2009–10 :  Roumanie U19
- 2010–13 :  Allemagne U19
- 2010–13 :  WU Magdeburg
- 2013–14 :  Roumanie
- 2014– :    Roumanie (fém.)